# José Loiola
José Geraldo Loiola Júnior (Vitória, 28 de março de 1970), é ex-voleibolista brasileiro indoor e ex-jogador de voleibol de praia do Brasil, que figurou entre os mais espetaculares jogadores do mundo, e disputou a edição dos Jogos Olímpicos de Verão de 2000 pelo Brasil e ouro no edição do Goodwill Games em 2001.Atualmente é treinador nos Estados Unidos, onde desempenhou parte de sua carreira no vôlei de praia.

## Biografia
Loiola iniciou sua  trajetória como atleta no basquete no Álvares, depois ingressou no voleibol, mais tarde se transfere o Flamengo, onde conheceu o levantador Anjinho, que atuava na praia e formava uma das principais duplas do país com Nilo no início da década de 90. Na temporada 1992-93,  surge no cenário do vôlei de praia nacional e internacional formando dupla  com o também capixaba Aloizio Claudino quando obtiveram o quarto lugar no Aberto de Lignano-Itália,  mesma temporada formou dupla com Anjinho  até 1997, chegando em duas finais pelo circuito mundial.
Para seu ex-treinador Leandro Brachola, Loiola foi o jogador mais espetacular com quem trabalhou e disse: “Loiola tinha uma leitura de jogo como poucos. Ele sabia o que fazia. Um jogador único. Emanuel aprendeu muito com ele. Por isso, chegou onde chegou”, com este fez dupla de 1998-2000 chegando em 26 pódios.
Quando a modalidade ainda galgava seu crescimento, Loiola e Anjinho decidiram então formar uma nova parceria na praia, quando o Brasil passou a ser sede do Mundial. A dupla americana Randy Stoklos e Sinjin Smith  venceram cinco  etapas no Brasil e eram chamados de Reis do Rio. No Mundial de 93, Loiola e Anjinho surpreenderam e numa partida emocionante derrotaram a dupla americana e alcançaram prestígio junto a CBV e depois disputaram  torneios pela AVP (Associação de Vôlei Profissional Americana) para ganhar experiência, daí passaram a colecionar títulos e dinheiro e não voltaram, fato que soou como insubordinação e a CBV os suspenderam.
Pela AVP, formou dupla com Anjinho em 1995, vencendo, no mesmo ano fez dupla com Adam Johnson e ao lado deste venceu 11 vezes até 1996.De 1997 a 1998 venceu 17 vezes ao lado de Kent Steffes, também fez temporada com Emanuel nesta associação.
Loiola também fez dupla com muitos jogadores como: Pedro Brazão, Adam Johnson, Adam Jewell, Fred Souza, Larry Witt, Aaron Boss, Brent Doble, Mike Morrison, Canyon Ceman, Austin Rester, Mark Williams, Kazuyuki Takao, Brian Lewis e Scott Ayakatubby.
Loiola deixou um legado e abriu as portas para que outros jogadores brasileiros fossem jogar nos Estados Unidos, onde conquistou todos os títulos possíveis. Casou-se com uma norte-americana e anos depois retornou a jogar no Brasil, quando  junto a Emanuel tinham o favoritismo da medalha de ouro na Olimpíada de Sydney e foram eliminados ainda nas oitavas de final.
Em 2001 resolve formar dupla com o Ricardo chegando a dez pódios, incluindo  a medalha de ouro no Goodwill Games, a dupla perdurou até 2002, quando  trocou mais uma vez de parceiro, sendo desta vez  com Tande alcançando apenas vigésima quinta colocação no Aberto de Mallorca-Espanha.
Em 2003 formou dupla com Fábio Luiz tendo como melhor resultado o nono lugar no Aberto de Espinho–Portugal, disputando sua última competição pelo Circuito Mundial no Grand Slam da Áustria, terminando no vigésimo quinto lugar.
As lesões impedem Loiola de jogar e após ser submetido a três cirurgias no quadril decidiu parar de jogar profissionalmente. Atualmente reside nos Estados Unidos, onde  fundou um Centro de Treinamento e foi convidado pela Associação Norte-Americana para lapidar os destaques da categoria sub-19 e sub-21, além de outros projetos.

## Títulos
- 2002- Campeão do Grande Slam (Kagenfurt, Áustria) [3]
- 2002- Campeão do Grande Slam (Marseille,  França)[3]
- 2000- Campeão do Grande Slam (Chicago,  Estados Unidos)[3]
- 1997- Vice-campeão do Grande Slam (Rio de Janeiro,  Brasil)[3]
- 2002- 3º lugar do Aberto (Espinho,  Portugal)[3]
- 2002- Campeão do Aberto (Montreal,  Canadá)[3]
- 2002- Vice-campeão do Aberto (Stavanger,  Noruega)[3]
- 2001- Vice-campeão do Aberto (Vitória,  Brasil)[3]
- 2001- Vice-campeão do Aberto (Ostende,  Bélgica)[3]
- 2001- Campeão do Aberto (Espinho,  Portugal)[3]
- 2001- Vice-campeão do Aberto (Lignano,  Itália)[3]
- 2000- Campeão do Aberto (Ostende,  Bélgica)[3]
- 2000- Campeão do Aberto (Kagenfurt, Áustria)[3]
- 2000- Vice-campeão do Aberto (Espinho,  Portugal)[3]
- 2000- 3º lugar do Aberto (Marseille,  França)[3]
- 2000- 3º lugar do Aberto (Stavanger,  Noruega)[3]
- 2000- Campeão do Aberto (Toronto,  Canadá)[3]
- 2000- 3º lugar do Aberto (Guaruja,  Brasil)[3]
- 1999- Vice-campeão do Aberto (Vitória,  Brasil)[3]
- 1999- Campeão do Aberto (Ostende,  Bélgica)[3]
- 1999- Campeão do Aberto (Espinho,  Portugal)[3]
- 1999- Campeão do Aberto (Kagenfurt, Áustria)[3]
- 1999- Campeão do Aberto (Lignano,  Itália)[3]
- 1999- Campeão do Aberto (Stavanger,  Noruega)[3]
- 1999- 3º lugar do  Aberto (Moscou,  Rússia)[3]
- 1999- Vice-campeão do Aberto (Toronto,  Canadá)[3]
- 1999- Campeão do Aberto (Mar Del Plata,  Argentina)[3]
- 1998- Campeão do Aberto (Alanya,  Turquia)[3]
- 1998- Campeão do Aberto (Tenerife,  Espanha)[3]
- 1998- Campeão do Aberto (Espinho,  Portugal)[3]
- 1998- Campeão do Aberto (Kagenfurt, Áustria)[3]
- 1998- 3º lugar do  Aberto (Lignano,  Itália)[3]
- 1998- Vice-campeão do Aberto (Toronto,  Canadá)[3]
- 1998- Vice-campeão do Aberto (Rio de Janeiro,  Brasil)[3]
- 1998- 3º lugar do  Aberto (Mar Del Plata,  Argentina)[3]
- 1992-93- Vice-campeão do Aberto (Rio de Janeiro,  Brasil)[3]

## Premiações individuais
- 2001- Rei da Praia-Brasil [6]
- 1997-Melhor Jogador do Mundo pela FIVB da Década de 90[7]
- 1998- Melhor Jogador Ofensivo pela AVP [8]
- 1997- Melhor Jogador Ofensivo pela AVP [8]
- 1997- Rei da Praia-EUA [7]
- 1997- MVP pela AVP[8]
- 1996- Melhor Jogador Ofensivo pela AVP [8]
- 1995- Melhor Jogador Ofensivo pela AVP [8]
- 1993- Revelação do ano pela AVP[8]

## Honrarias
- Hall da Fama do Voleibol - 2017[9]